# HMS Carlisle (D67)
«Карлайль» (D67) (англ. HMS Carlisle (D67) — військовий корабель, легкий крейсер типу «C» головний крейсер підкласу «Карлайль» Королівського військово-морського флоту Великої Британії за часів Другої світової війни.
«Карлайль» був закладений 2 жовтня 1917 року на верфі компанії Fairfield Shipbuilding and Engineering Company, Глазго. 11 листопада 1918 року увійшов до складу Королівських ВМС Великої Британії.